# 대한민국-라오스 관계
이 문서에서는 대한민국과 라오스의 관계를 설명한다.

## 관계 수립
대한민국은 라오스와 1974년 정식 수교를 하였으나 라오스의 공산화로 1975년 외교관계가 단절되었다. 그러나 냉전이 끝난 후 1995년에 재수교를 하였다.

## 협력
2023년 10월, 대한민국과 라오스 정부는 공적개발원조(ODA) 통합정책협의를 4년 만에 재개하였다. 정부는 양국 협력을 확대하여 2026년까지 라오스가 최저개발국에서 졸업하도록 지원하겠다는 방침을 세웠다.